# Palais Longchamp
Palais Longchamp is een bouwwerk in de Franse stad Marseille, gelegen in de wijk Quartier des Cinq-Avenues. Het werd gebouwd naar aanleiding van een kanaal dat werd gegraven en Marseille van water voorzag. Om het gereedkomen van het canal de Marseille te vieren werd het paleis en waterpartij door de architect Henri-Jacques Espérandieu ontworpen. In 1862 was het bouwwerk gereed.
In de twee vleugels van het paleis bevinden zich sinds 1869 twee musea: het Musée des Beaux-Arts de Marseille en het Muséum d'histoire naturelle de Marseille.
De tuin aan de achterzijde, tegenwoordig een openbaar park, was tot 1987 een dierentuin.